# Doble programa

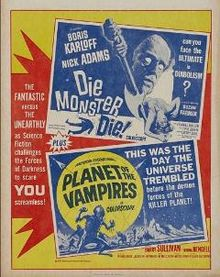
Un póster que anuncia el doble programa de Die, Monster, Die! y Planeta de los vampiros presentado por American International Pictures.

El doble programa, también conocido como doble sesión, fue un fenómeno de la industria cinematográfica en el que los directores de teatro exhibían dos películas por el precio de una, suplantando un formato anterior en el que se mostraban una película y varios cortometrajes. 

## Uso temprano en la ópera
Las casas de ópera presentaban dos óperas juntas para proporcionar al público una actuación prolongada. Esto se relacionó con las óperas cortas de un acto o de dos actos las cuales eran, de otro modo, difíciles de presentar por separado en términos comerciales. Un ejemplo destacado es la doble sesión de Pagliacci con Cavalleria rusticana interpretada por primera vez el 22 de diciembre de 1893 por el Metropolitan Opera House. Desde entonces, las dos óperas se han realizado frecuentemente como una doble sesión, una pareja a la que se le conoce corrientemente como "Cav y Pag" en el mundo de la opera.

## Origen y formato
El doble programa se originó en la década de 1930. Antes de la década de 1930, el modelo de presentación dominante consistía en lo siguiente: 
- Uno o más actos en vivo
- Un cortometraje de dibujos animados
- Uno o más cortometrajes de comedia en vivo
- Uno o más cortos de novedad
- Un noticiario cinematográfico
- El largometraje principal

Con la llegada generalizada del cine sonoro a los cines estadounidenses en 1929, muchos expositores independientes comenzaron a abandonar el modelo de presentación entonces dominante. Los cines sufrieron una recesión en los negocios en los primeros años de la Gran Depresión. 
Los propietarios de los cines decidieron que podían atraer a más clientes y ahorrar en costos si ofrecían dos películas por el precio de una. La táctica funcionó, ya que el público consideró que el costo de un boleto de cine tenía un valor razonable por varias horas de entretenimiento peculiar y escapista, así la práctica se convirtió en un patrón estándar de programación. 
En la típica doble sesión de la década de 1930, la proyección comenzaba con un programa variado que consistía en tráileres, un noticiero, una caricatura y/o un cortometraje que precedía a un segundo largometraje de bajo presupuesto (la película clase B), seguido de un breve intervalo. Por último, se ejecutaba la función principal de alto presupuesto (la película clase A). 
Un cine de barrio que ofrecía un doble programa le ganaba a un cine caro de primera con solo una película. Los estudios principales se dieron cuenta de esto y comenzaron a hacer sus propias funciones clase B con sus técnicos y platós de estudio y presentando estrellas en su camino a la cima o a la ruina. Los estudios principales también hicieron series de películas con personajes recurrentes.     
Aunque el doble programa dejó a muchos productores de comedias cortas fuera del negocio, fue la principal fuente de ingresos para los estudios más pequeños de Hollywood, como Republic y Monogram, que se especializaron en la producción de películas de clase B.  

## Decadencia

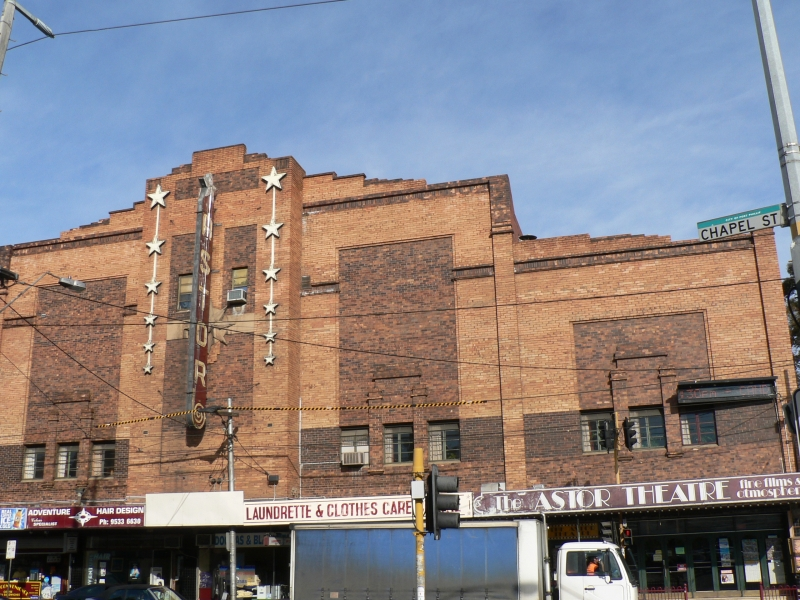
El Teatro Astor en Melbourne, Australia, ha presentado doble programas desde su inauguración en 1936.

El doble programa surgió en parte debido a una táctica conocida entre los estudios como "contratación por paquetes", un modelo de negocios de cebo y anzuelo mediante el cual los principales estudios de Hollywood exigían a los cines que compraran películas de clase B junto con las más esperadas películas de clase A. En 1948, la Corte Suprema de los Estados Unidos decidió que esta práctica fuera ilegal en el caso Estados Unidos vs. Paramount Pictures, Inc., contribuyendo al final del sistema de estudio. 
Incluso después de que este requisito del estudio fue eliminado, muchos cines de barrio más pequeños o independientes, especialmente los autocines, buscaron dobles programas para atraer más a la clientela. A finales de la década de 1940, los doble programas formaban parte del programa habitual del 29 % de los cines estadounidenses, mientras que el 36 % solo los presentaba por media jornada. Después del Decreto de Paramount, las fuentes de la segunda película habían cambiado. La segunda película podía ser: 
- un relanzamiento de una película más antigua de un estudio destacado,
- una película más antigua reeditada por empresas que se especializaran en adquirir y reeditar películas antiguas como Realart y Astor Pictures ,
- Una película de bajo presupuesto acordada con un estudio más pequeño.

James H. Nicholson y Samuel Z. Arkoff formaron American International Pictures con la idea de proporcionar un doble programa de dos películas de clase B por un precio a menudo menor que el de una de clase A, o de tomar un menor porcentaje de los ingresos brutos del cine del que tomaban los estudios principales.
En la década de 1960, los doble programas se habían abandonado en la mayoría de los cines, excepto los autocines, por la proyección moderna de una sola función, en la que solo se presenta una película. Sin embargo, las doble sesiones de series populares, que previamente se habían rodado como una sola película, como la de James Bond y Matt Helm del género de espionaje y Hombre sin nombre y Un dólar entre los dientes pertenecientes al western, fueron reeditadas juntas por los estudios principales. 
Si bien la mayoría de los cines han suspendido el hábito de presentar el doble programa, este aún tiene un atractivo nostálgico. El Teatro Astor en St Kilda, Melbourne, Australia, establecido en 1936, continúa con la tradición del doble programa. 
Los cortometrajes todavía preceden ocasionalmente a la función del largometraje (por ejemplo, las películas de Pixar  presentan generalmente un cortometraje), pero en la actualidad el doble programa se ha extinguido definitivamente en los cines de estreno de Estados Unidos. 
Tras el éxito de ¿Quién engañó a Roger Rabbit?, se crearon tres cortos de dibujos animados de Roger Rabbit para mostrar como estrenos en otras películas de Disney, en un esfuerzo por reavivar la visualización de los cortos de dibujos animados antes de las películas principales. Solo se hicieron tres y el esquema fracasó.
Muchos cines de repertorio continúan mostrando dos películas, generalmente relacionadas de alguna manera, una tras otra. 
Durante la década de 1990, muchos casetes VHS que mostraban dos películas en la misma cinta (la segunda a menudo era una secuela de la primera película) se autodenominaron "Doble programas". 
En 2007, los cineastas Quentin Tarantino y Robert Rodriguez lanzaron sus películas individuales Planet Terror y Death Proof como una doble programa bajo el título Grindhouse, editadas junto con tráileres falsos de películas de explotación y anuncios de la década de 1970 para replicar la experiencia de ver un doble programa en un cine de grindhouse. Aunque Grindhouse recibió un reconocimiento crítico, fue un completo fracaso financiero en los Estados Unidos. Las películas fueron proyectadas individualmente en mercados internacionales y en DVD. 
Otro doble programa reciente fue el Duel project, cuando los directores japoneses Ryuhei Kitamura y Yukihiko Tsutsumi crearon películas rivales para ser mostradas y votadas por la audiencia principal. 
Más recientemente, dos programas doble de reestrenos de películas populares llegaron a la pantalla grande. El primero fue el reestreno de Toy Story y Toy Story 2, que comenzó el 2 de octubre de 2009 antes del lanzamiento de Toy Story 3 en el año siguiente. Ambas películas estuvieron en cines selectos en Disney Digital 3D. El segundo programa, y el más reciente, fue el reestreno de Crepúsculo y La saga Crepúsculo: Luna Nueva solo por una noche, el 29 de junio de 2010, poco antes de la sesión de medianoche de La saga Crepúsculo: eclipse en cines selectos. En febrero de 2011, se anunció que la película número 14 de Pokémon, Victini y el héroe negro: Zekrom y Victini, y el héroe blanco: Reshiram, programada para julio, se lanzará como un doble programa, aunque en realidad ambas películas son "versiones" de ellas mismas, con diferencias relacionadas con los puntos argumentales y los diseños de personajes que varían entre la versión que se está viendo.